# Hombourg-Budange
Hombourg-Budange és un municipi francès, situat al departament del Mosel·la i a la regió del Gran Est. L'any 2007 tenia 508 habitants.

## Demografia

### Població
El 2007 la població de fet de Hombourg-Budange era de 508 persones. Hi havia 180 famílies, de les quals 32 eren unipersonals (20 homes vivint sols i 12 dones vivint soles), 40 parelles sense fills, 92 parelles amb fills i 16 famílies monoparentals amb fills.
La població ha evolucionat segons el següent gràfic:
Habitants censats

### Habitatges
El 2007 hi havia 207 habitatges, 186 eren l'habitatge principal de la família, 8 eren segones residències i 13 estaven desocupats. 191 eren cases i 15 eren apartaments. Dels 186 habitatges principals, 163 estaven ocupats pels seus propietaris, 20 estaven llogats i ocupats pels llogaters i 3 estaven cedits a títol gratuït; 2 tenien una cambra, 4 en tenien dues, 21 en tenien tres, 43 en tenien quatre i 116 en tenien cinc o més. 154 habitatges disposaven pel capbaix d'una plaça de pàrquing. A 75 habitatges hi havia un automòbil i a 99 n'hi havia dos o més.

### Piràmide de població
La piràmide de població per edats i sexe el 2009 era:
| Homes | Edats   | Dones |
| ----- | ------- | ----- |
| 0     | 95 o +  | 0     |
| 0     | 90 a 94 | 0     |
| 3     | 85 a 89 | 3     |
| 1     | 80 a 84 | 3     |
| 2     | 75 a 79 | 4     |
| 9     | 70 a 74 | 10    |
| 8     | 65 a 69 | 12    |
| 12    | 60 a 64 | 10    |
| 18    | 55 a 59 | 9     |
| 22    | 50 a 54 | 24    |
| 17    | 45 a 49 | 17    |
| 20    | 40 a 44 | 20    |
| 15    | 35 a 39 | 11    |
| 12    | 30 a 34 | 13    |
| 11    | 25 a 29 | 10    |
| 10    | 20 a 24 | 7     |
| 12    | 15 a 19 | 13    |
| 15    | 10 a 14 | 19    |
| 10    | 5 a 9   | 7     |
| 7     | 0 a 4   | 9     |

## Economia
El 2007 la població en edat de treballar era de 333 persones, 250 eren actives i 83 eren inactives. De les 250 persones actives 227 estaven ocupades (127 homes i 100 dones) i 23 estaven aturades (12 homes i 11 dones). De les 83 persones inactives 29 estaven jubilades, 28 estaven estudiant i 26 estaven classificades com a «altres inactius».

### Ingressos
El 2009 a Hombourg-Budange hi havia 185 unitats fiscals que integraven 511,5 persones, la mediana anual d'ingressos fiscals per persona era de 18.423 €.

### Activitats econòmiques
Dels 16 establiments que hi havia el 2007, 1 era d'una empresa extractiva, 2 d'empreses de fabricació d'altres productes industrials, 4 d'empreses de construcció, 2 d'empreses de comerç i reparació d'automòbils, 1 d'una empresa d'hostatgeria i restauració, 1 d'una empresa immobiliària, 1 d'una empresa de serveis, 1 d'una entitat de l'administració pública i 3 d'empreses classificades com a «altres activitats de serveis».
Dels 7 establiments de servei als particulars que hi havia el 2009, 1 era una funerària, 1 taller de reparació d'automòbils i de material agrícola, 1 fusteria, 2 electricistes, 1 perruqueria i 1 restaurant.
L'únic establiment comercial que hi havia el 2009 era una botiga de menys de 120 m².
L'any 2000 a Hombourg-Budange hi havia 4 explotacions agrícoles.

## Equipaments sanitaris i escolars
El 2009 hi havia 1 escola maternal i 1 escola elemental.

## Poblacions més properes
El següent diagrama mostra les poblacions més properes.